# Meager Creek
Der Meager Creek ist ein 35 km langer Fluss in der kanadischen Provinz British Columbia. Er entspringt südlich des Manatee Peak in den südlichen Pacific Ranges, die Teil der Coast Mountains sind und fließt ostwärts in den Lillooet River, etwa 95 km nordwestlich des Dorfes Pemberton im Squamish-Lillooet Regional District, in der Nähe zum Upper Lillooet Provincial Park.

## Thermalquellen und Zugänge
Eine Besonderheit sind die vielen Thermalquellen, die als Meager Creek Hot Springs bezeichnet werden. Diese stehen in Beziehung zum Vulkanismus des Mount-Meager-Massivs an dessen Nordseite. Die Keyhole Hot Springs, auch als Pebble Creek Hot Springs bezeichnet, werden aus denselben geothermalen Schloten gespeist und sind über die auch im Winter unterhaltene Upper Lillooet FSR (Forest Service Road, engl. für Forstwirtschaftsweg) viel besser zugänglich; hierhin führt ein 1,5 km langer Pfad anstelle eines 9,5 km langen Weges zu den Meager Creek Hot Springs. Vor Anreise sollten die Forest Service Road Reports geprüft werden.
Der öffentliche Zugang wurde im Sommer 2008 wiederhergestellt, einige Jahre, nachdem wegen Vandalismus-Vorfällen und Flutschäden an diesem Ort die für den Zugang benutzte Straße und die Brücke gesperrt werden mussten. Am 19. September 2009 wurde die Capricorn Creek Bridge erneut zerstört, diesmal durch einen Schuttstrom. Die Quellen wurden für die Öffentlichkeit gesperrt; nur im Winter war ein Zugang über das Pemberton Icefield bzw. den Meager Glacier entweder per Schneemobil oder Cross-Country-Skilaufen möglich. Bis 2010 wurde die Anlage von Creekside Resources auf Basis von Gebühren zur Nutzung der Thermal-Pools unterhalten. Obwohl die Pools offiziell immer noch geschlossen sind, kehrte die Öffentlichkeit an den Ort zurück. Aufgrund des beschränkten Zugangs wurden keine Untersuchungen auf das Auftreten von koliformen Keimen angestellt. Bevor sich der Erdrutsch ereignete, wurden diese Untersuchungen monatlich außer im Winter angestellt, und die Sandfänge wurden aller zwei bis drei Tage gesäubert. Die Pools mussten 45 Minuten vor Nutzung ausgeschöpft und gespült werden.
Als neuer öffentlicher Zugang wurde der VOC Harrison Hut Trail im Sommer 2014 eröffnet. Er wurde im August 2014 von Freiwilligen des Varsity Outdoor Club (VOC) der University of British Columbia gebaut und fertiggestellt.
Im Dezember 2015 wurde das Gebiet durch das BC Ministry of Forests zur Pacht angeboten; man suchte nach einem Angebot, formell den existierenden ad-hoc-Pfad von der 6-km-Markierung am VOC Harrison Hut Trail aus zu erschließen, wo er einen Kahlschlag passiert und an den alten Meager Creek Hot Springs Trail anschließt, der einen vorhandenen entwidmeten Forstweg benutzt.
Da die Pools offiziell geschlossen sind, wird gegenwärtig keine Gebühr erhoben. Diese wird wohl wieder eingeführt, wenn sie erneut verpachtet werden. Das Vorrecht gebührt hier dem historischen Nutzer: der Lil'wat First Nation's Creekside Resources. Sollte sich dies verzögern, hat der Anwärter auf die Pachtung vorgeschlagen, die Pools zu unterhalten. Vor dem Erdrutsch 2010 betrug die Gebühr zur Nutzung CA$ 5.
Obwohl man kostenlos auf inoffiziellen Campingplätzen im Upper Meager Valley zelten kann, ist dies rund um die Thermalquellen-Pools nicht erlaubt, da das Meager Creek Hot Springs Recreational Area eine sogenannte Minimum Impact Site ist, ein Ort, in dem Störungen gleich welcher Art vermieden werden sollen. Auch das Camping am Grund des Tals ist verboten, da hier eine erhebliche Erdbeben-Gefahr besteht.
Das Gebiet ist mit einer etwa zweistündigen Fahrt von Pemberton über asphaltierte und unbefestigte Straßen sowie Wege zu erreichen. Obwohl man normalerweise per allradgetrieben Fahrzeugen und größeren Pick-ups in das Gebiet kommt, können die letzten 25 km im Winter nur per Schneemobil zurückgelegt werden.

## Tierwelt
Im Gebiet des Meager Creek kommen Tiere wie Wölfe, Vielfraße, Elche, hybride Columbia-Schwarzwedelhirsche/Maultierhirsche,  hybride Luchse/Rotluchse, Schneeziegen, Dickhornschafe, Grizzly- und Schwarzbären sowie Gänse- und Raubvögel vor.

## Gefährdungen
Die Gefährdungen durch Lawinen, Vulkane und Gletscher in der Umgebung sind durchaus auch heute noch real. Das Tal des Meager Creek ist eines der aktuell am stärksten gefährdeten in den Kordilleren Nordamerikas. Schuttströme, hauptsächlich vom Mount-Meager-Massiv stammend, haben das Tal bis zu einer Tiefe von 250 m aufgefüllt.